# Jimmy Jewell
Arthur James „Jimmy“ Jewell (auch A. J. Jewell; * 2. Januar 1898 in West Hampstead, London; † 21. Oktober 1952 in Brighton) war ein englischer Fußballtrainer und -schiedsrichter.

## Werdegang
Jewell stammte aus West Hampstead, das zur Zeit seiner Geburt zur Grafschaft Middlesex gehörte. Er war von Kindesbeinen an fußballerisch aktiv. Nach der Schule wurde er Angestellter in einem Versicherungsbüro. Im Alter von 18 Jahren trat er dem Royal Naval Air Service (RNAS) bei, wurde Pilot und flog im Ersten Weltkrieg Flugzeuge unter anderem von frühen Flugzeugträgern. Mit Gründung der Royal Air Force (RAF) am 1. April 1918 wurde Jewell einer ihrer ersten Piloten.
Nach Kriegsende kehrte er in die Versicherungsbranche zurück und spielte in der Fußballmannschaft seiner Firma. Nachdem er 1923 aus der ersten Mannschaft gestrichen worden war, beschloss Jewell, Schiedsrichter zu werden. Ab Anfang der 1930er Jahre stand er auf der Liste der Football League.
Am 9. September 1934 schiedste Jewell das Finalrückspiel im Mitropapokal 1934 zwischen der AGC Bologna und dem SK Admira Wien, das im Bologneser Stadio Littorale 5:1 für die Gastgeber endete, die sich mit 7:4 im Gesamtergebnis den Titel sicherten.
Später wurde Jewell FIFA-Schiedsrichter und leitete am 3. November 1935 mit der Partie Niederlande gegen Dänemark im Olympiastadion Amsterdam das erste von acht Länderspielen, zu denen auch Begegnungen der Qualifikation zur Weltmeisterschaft 1938, der British Home Championship und der Nordischen Fußballmeisterschaft gehörten.
Im August 1936 leitete Jimmy Jewell eine Partie bei den Olympischen Sommerspielen in Berlin. Das von ihm gepfiffene Achtelfinale Österreich gegen Ägypten im Mommsenstadion endete 3:1 für die Europäer. Zudem war er bei zwei Partien als Linienrichter aktiv.
Am 30. April 1938 schiedste Jewell vor fast 94.000 Zuschauern im Wembley-Stadion das Endspiel im FA Cup 1937/38 zwischen Preston North End und Huddersfield Town. Nachdem es bis kurz vor Ende der Verlängerung 0:0 gestanden hatte, sprach er Preston in der 119. Spielminute einen Elfmeter zu, den George Mutch zum Sieg verwandelte.
1938 leitete Jewell zudem zum zweiten Mal ein Mitropacupfinale. Er pfiff am 11. September im Budapester Üllői út das Rückspiel zwischen Ferencváros Budapest und Slavia Prag, in dem die Tschechoslowaken mit einem 2:0-Sieg mit 4:2 im Gesamtergebnis den Titel gewannen. Am 26. Oktober 1938 leitete er im Londoner Highbury das 3:0 der englischen Nationalmannschaft ein einer Partie gegen eine Europa-Auswahl, die anlässlich des 75-jährigen Bestehens der Football Association veranstaltet wurde.
Im Januar 1939 wurde Jewell Trainer von Norwich City. Der Verein stieg in dieser Saison von der Football League Second Division in die Third Division ab. Nach drei Spielen der Saison 1939/40 wurde der Ligabetrieb in England wegen des Ausbruchs des Zweiten Weltkriegs eingestellt. Jewell kehrte zur RAF zurück und leitete während seiner Dienstzeit dort mehrere RAF-Fußballteams, zu denen einige bekannte Spieler wie Stanley Matthews gehörten.
Nach Kriegsende ging Jewell zur BBC und war unter anderem bei den Olympischen Sommerspielen 1948 in London sowie bei den fünf FA-Cup-Finals bis 1952 Kommentator für den Sender.
Jimmy Jewell starb im Oktober 1952 im Alter von 54 Jahren in Brighton an einem Schlaganfall.